# رايان هاريسون
رايان هاريسون (بالإنجليزية: Ryan Harrison) (ولد في 7 مايو 1992، في لويزيانا، الولايات المتحدة). هو لاعب كرة مضرب محترف،فاز هاريسون بلقب واحد في بطولة ATP في الفردي في بطولة ممفيس المفتوحة 2017 ليتوافق مع أربعة ألقاب في الزوجي، بما في ذلك دورة فرنسا المفتوحة 2017 .
قبل أن يبلغ السادسة عشرة من عمره، كان هاريسون يعتبر معجزة بعد أن وصل إلى المراكز العشرة الأولى في فئة الناشئين، وأصبح واحد من أصغر اللاعبين على الإطلاق للفوز بمباراة ATP. على الرغم من أنه اخترق مستوى (ATP) في سن 20 ،ثم خرج هاريسون من قائمة أفضل 100 لاعب لعدة سنوات. بعدها عاد إلى قائمة أفضل 100 لاعب في عام 2016 بعد النصف الثاني القوي من الموسم والتي تضمنت أنتصارات متعددة على المنافسين المصنفين ضمن أفضل 20 لاعب، وأول ظهور له في مسيرته في دور الـ 32 في إحدى البطولات الأربع الكبرى،بنى هاريسون على هذا الزخم في عام 2017 ليصل إلى أعلى 40 تصنيفًا في الفردي بعد فوزه بأول لقب له في رابطة لاعبي التنس للمحترفين.

## الحياة الشخصية
بدأ هاريسون لعب التنس في سن الثانية وكان يدربه والده، بات هاريسون، الذي كان لديه مسيرة مهنية قصيرة كمحترف، ولعب في الغالب في منافسات تشالنجر وفيوتشرز . هاريسون هو أحد خريجي أكاديمية IMG وتم تدريبه من قبل USTA. 
هاريسون لديه أخ أصغر كريستيان ، الذي يلعب التنس حاليًا في جولة ATP Challenger. انضم كريستيان إلى رايان للعب الزوجي في بطولة الولايات المتحدة المفتوحة 2012 ، حيث وصلوا إلى الدور ربع النهائي. لديه أيضًا أخت أصغر تدعى ماديسون لعبت في جامعة ولاية ميسيسيبي.في 5 مارس 2016، أعلن رايان هاريسون خطوبته على لورين ماكهيل،  أخت زميلته لاعبة التنس كريستينا ماكهيل . تزوج هاريسون من لورين ماكهيل في أبريل من العام التالي في أوستن، تكساس.  وقد انفصل الزوجان منذ ذلك الحين.

## الحياة المهنية المبتدئة
بصفته مبتدئًا، جمع هاريسون سجل فوز وخسارة 60-24 في الفردي، ليصل إلى رقم 7 في العالم (تم تحقيقه في أبريل 2008).
نتائج بطولة جونيور سلام:
- بطولة أستراليا المفتوحة: الدور نصف النهائي ( 2008 )
- بطولة فرنسا المفتوحة: الدور الثالث ( 2008 )
- ويمبلدون: الدور الثاني ( 2008 )
- بطولة الولايات المتحدة المفتوحة: الدور الثالث ( 2008 )

قبل أن يذهب إلى حلبة الناشئين، تدرب رايان في مزرعة جون نيوكومب للتنس في نيو برونفيلز، تكساس. كانت أول بطولة كبرى له للناشئين هي بطولة الولايات المتحدة المفتوحة لعام 2007 ، حيث خسر في الجولة الأولى أمام التصفيات وهو في سن 15 عامًا. الذهاب إلى البطولات الأربع الكبرى التالية ، بطولة أستراليا المفتوحة 2008 ، كان المصنف الرابع وخسر أمام يانغ تسونغ هوا في الدور قبل النهائي. فشل هاريسون في التسجيل في البطولات الأربع الكبرى التالية، وخسر في الجولة الثالثة من بطولة فرنسا المفتوحة 2008 ، والجولة الثانية في ويمبلدون 2008 ، والجولة الثالثة في بطولة الولايات المتحدة المفتوحة 2008 ، وهي المنافسة التي شارك فيها شقيقه الأصغر كريستيان أيضًا. على الرغم من أن هاريسون كان يبلغ من العمر 16 عامًا فقط في هذه المرحلة، وبالتالي كان مؤهلاً للعب مع الناشئين لمدة عامين آخرين، إلا أن هذه كانت آخر بطولة له في البطولات الأربع الكبرى للناشئين.

## الفريق العالمي للتنس
لعب هاريسون ثلاثة مواسم مع فريق World TeamTennis ، حيث ظهر لأول مرة في عام 2016 مع فريق San Diego Aviators . حصل على جائزة WTT Male MVP لعام 2016، بعد تسجيل أعلى نسبة فوز في فردي الرجال (.608)، وثاني أعلى نسبة فوز في زوجي الرجال (.586). ومنذ ذلك الحين لعب موسمين آخرين مع الطيارين (2017-2018). أُعلن أنه سينضم إلى San Diego Aviators خلال موسم 2020 WTT المقرر أن يبدأ في 12 يوليو 

## أسلوب اللعب
يعتمد هاريسون على الإرسال المتفجر ولعبة الضربات المضادة من خط الأساس. وهو معروف أيضًا بضربته الأمامية القوية وبإرساله الثاني القوي في السرعة والركلة.

## نهائيات مسيرة ATP

### الفردي: 4 (لقب واحد، 3 وصيف)
| أسطورة                                                |
| ----------------------------------------------------- |
| بطولات جراند سلام (0–0)                               |
| نهائيات الجولة العالمية للاعبين التنس المحترفين (0–0) |
| بطولة ATP العالمية للماسترز 1000 (0–0)                |
| سلسلة ATP العالمية 500 (0–0)                          |
| سلسلة ATP العالمية 250 (1-3)                          |

| العناوين حسب السطح |
| ------------------ |
| صعب (1-3)          |
| الطين (0–0)        |
| العشب (0–0)        |

| العناوين حسب الإعداد |
| -------------------- |
| خارجي (0–3)          |
| داخلي (1–0)          |

| نتيجة | W-L | Date     | المسابقة                            | الطبقة     | سطح     | الخصم               | نتيجة              |
| ----- | --- | -------- | ----------------------------------- | ---------- | ------- | ------------------- | ------------------ |
| فوز   | 1-0 | Feb 2017 | Memphis Open, United States         | 250 Series | صعب (ط) | نيكولوز باسيلاشفيلي | 6-1، 6-4           |
| خسارة | 1-1 | Jul 2017 | أتلانتا المفتوحة ، الولايات المتحدة | 250 سلسلة  | صعب     | جون إيسنر           | 6–7(6–8), 6–7(7–9) |
| خسارة | 1-2 | Jan 2018 | مطار بريسبان الدولي ، أستراليا      | 250 سلسلة  | صعب     | نيك كيريوس          | 4-6، 2-6           |
| خسارة | 1-3 | Jul 2018 | أتلانتا المفتوحة، الولايات المتحدة  | 250 سلسلة  | صعب     | John Isner          | 7-5، 3-6، 4-6      |

### الزوجي: 7 (4 ألقاب، 3 وصيف)
| أسطورة                                                |
| ----------------------------------------------------- |
| بطولات جراند سلام (1–0)                               |
| نهائيات الجولة العالمية للاعبين التنس المحترفين (0–0) |
| بطولة ATP العالمية للماسترز 1000 (0–0)                |
| سلسلة ATP العالمية 500 (0–0)                          |
| سلسلة ATP العالمية 250 (3–3)                          |

| العناوين حسب السطح |
| ------------------ |
| صعب (1-3)          |
| الطين (2–0)        |
| العشب (1-0)        |

| العناوين حسب الإعداد |
| -------------------- |
| خارجي (4-2)          |
| داخلي (0–1)          |

| نتيجة | W-L | Date      | المسابقة                                | الطبقة     | سطح     | شريك             | الخصوم                          | نتيجة                          |
| ----- | --- | --------- | --------------------------------------- | ---------- | ------- | ---------------- | ------------------------------- | ------------------------------ |
| فوز   | 1-0 | Jul 2011  | بطولة قاعة المشاهير بالولايات المتحدة   | 250 سلسلة  | عشب     | ماثيو ايبدين     | يوهان برونستروم عادل شاماسدين   | 4–6، 6–3، [10–5]               |
| فوز   | 2-0 | Jul 2012  | أتلانتا المفتوحة ، الولايات المتحدة     | 250 سلسلة  | صعب     | Matthew Ebden    | اكزافييه ماليسه Michael Russell | 6–3، 3–6، [10–6]               |
| خسارة | 2-1 | Feb 2017  | ممفيس المفتوحة ، الولايات المتحدة       | 250 سلسلة  | صعب (ط) | Steve Johnson    | Brian Baker نيكولا مكتيتش       | 3-6، 4-6                       |
| فوز   | 3-1 | مايو 2017 | استوريل المفتوحة ، البرتغال             | 250 سلسلة  | الطين   | Michael Venus    | ديفيد ماريرو تومي روبريدو       | 7-5، 6-2                       |
| فوز   | 4-1 | Jun 2017  | بطولة فرنسا المفتوحة ، فرنسا            | جراند سلام | الطين   | Michael Venus    | Santiago González Donald Young  | 7–6 (7–5) ، 6–7 (4–7) ، 6–3    |
| خسارة | 4-2 | Jul 2018  | أتلانتا المفتوحة، الولايات المتحدة      | 250 سلسلة  | صعب     | راجيف رام        | نيكولاس مونرو جون باتريك سميث   | 6–3، 6–7 (5–7) ، [8–10]        |
| خسارة | 4-3 | Jan 2021  | ديلراي بيتش المفتوحة ، الولايات المتحدة | 250 سلسلة  | صعب     | كريستيان هاريسون | أرييل بيهار غونزالو إسكوبار     | 7–6 (7–5) ، 6–7 (4–7) ، [4–10] |